# Kyle Hebert
Kyle Henry Hebert (Lake Charles, Luisiana, 14 de junio de 1969) es un actor de voz estadounidense. Conocido por ser la voz en inglés del adolescente-adulto de Son Gohan y el narrador en el doblaje de Funimation de la serie Dragon Ball, Sōsuke Aizen en Bleach, Ryu en la saga del videojuego Street Fighter, Kiba Inuzuka en Naruto y Naruto: Shippūden, Kamina en Tengen Toppa Gurren-Lagann, Ryuji Suguro en Ao no Exorcist, Noriaki Kakyoin en JoJo's Bizarre Adventure: Stardust Crusaders y recientemente Fat Gum en My Hero Academia.

## Vida personal
El 10 de julio de 2015, Hebert le propuso matrimonio a Christina Louise, una autora que se conoce con el seudónimo de Ryter Rong. Ellos se casaron el 14 de febrero de 2018.
Tiene una hija, Kayla Marie Hebert, que nació en 1996.

## Filmografía

### Series Animadas
| Año           | Título                                 | Papel                          | Notas | Fuente |
| ------------- | -------------------------------------- | ------------------------------ | ----- | ------ |
| 2010          | NFL Rush Zone                          | Coach Jones, otros             |       |        |
| 2010          | The Avengers: Earth's Mightiest Heroes | Super-Skrull, Lyle Getz, otros |       | [ 2 ]  |
| 2011          | Secret Millionaires Club               | Enzo                           | Ep. 4 |        |
| 2016-presente | Zak Storm                              | Calabrass                      |       |        |
| 2019          | YooHoo to the Rescue                   | Slo                            |       | [ 3 ]  |

### Películas
| Año  | Título                                          | Papel            | Notas                                 | Fuente      |
| ---- | ----------------------------------------------- | ---------------- | ------------------------------------- | ----------- |
| 2011 | Hoodwinked Too! Hood vs. Evil                   | Voiceover Actors |                                       | [ 4 ] [ 5 ] |
| 2012 | Golden Winter                                   | Mean Dog #1      | Doblaje de animales de acción en vivo |             |
| 2012 | Wreck-It Ralph                                  | Ryu              |                                       | [ 6 ]       |
| 2013 | Las aventuras de Sammy: Un viaje extraordinario | Seagull 2        |                                       |             |
| 2013 | Thunder and the House of Magic                  | Mark Matthews    | Estreno teatral limitado (EE. UU.)    |             |
| 2014 | Avengers Confidential: Black Widow & Punisher   | Cain             |                                       |             |
| 2016 | Alicia a través del espejo                      | Joven Bayard     |                                       | [ 7 ]       |
| 2018 | Ralph Breaks the Internet                       | Ryu              |                                       |             |

### Documental
| Año  | Título                     | Papel    | Notas | Fuente |
| ---- | -------------------------- | -------- | ----- | ------ |
| 2008 | Adventures in Voice Acting | Él mismo |       |        |